# لوئیس کارراس
لوئیس کارراس (انگلیسی: Lluís Carreras؛ زادهٔ ۲۴ سپتامبر ۱۹۷۲) بازیکن فوتبال بازنشسته اهل اسپانیا که بیشتر در پست دفاع چپ و هافبک دفاعی بازی می‌کرد و مدیر فعلی می‌باشد.
او دوران حرفه‌ای خود را با موفقیت در بارسلونا آغاز کرد و در طول دوران حرفه‌ای خود در مجموع ۱۶۹ مسابقه با هشت گل در شش باشگاه دیگر در لالیگا داشته‌است.